# Kávéri
A Kávéri (kannada: ಕಾವೇರಿ, tamil: காவிரி, angol: Kaveri) Dél-India egyik fő folyója, amely Karnátaka és Tamilnádu államokon folyik keresztül. A Nyugati-Ghátokban ered és kb. 765 km megtétele után, Csennaitól délre a Bengáli-öbölbe ömlik.
Nagyobb városok, amelyeket érint: Erode, Tiruccsirápalli, Tandzsávúr, Kumbakonam és Karaikal.

## Víztározók
A legnagyobb víztározók a folyón:
- Krishna Raja Sagara, Maiszúr közelében, az azonos nevű gátnál, Karnátaka államban
- Stanley-víztározó a Mettur-gátnál Tamilnádu államban.

Az 1934-ben elkészült Mettur-gát 1615 m hosszú és 54 m magas. Építésekor ez volt a világon a legnagyobb és Indiában az első, amelyik energiatermelésre és öntözésre is használható volt.

## Mellékfolyók
- Bal oldal: Hemavati, Shimsha, Arkavathy
- Jobb oldal: Kabini, Bhavani, Noyyal, Amaravati

## Fordítás
- Ez a szócikk részben vagy egészben  a   Kaveri című angol Wikipédia-szócikk fordításán alapul.  Az eredeti cikk szerkesztőit annak laptörténete sorolja fel. Ez a jelzés csupán a megfogalmazás eredetét és a szerzői jogokat jelzi, nem szolgál a cikkben szereplő információk forrásmegjelöléseként.